# Plochiocoris
Plochiocoris is een geslacht van wantsen uit de familie bloemwantsen (Anthocoridae). Het geslacht werd voor het eerst wetenschappelijk beschreven door Champion in 1900.

## Soorten
Het genus bevat de volgende soorten:

- Plochiocoris comptulus Drake & Harris, 1926
- Plochiocoris longicornis Champion, 1900
- Plochiocoris pilosus (Reuter, 1908)